# Agapetus segovicus
Agapetus segovicus là một loài Trichoptera trong họ Glossosomatidae. Chúng phân bố ở miền Cổ bắc.